# 松浦詮
松浦 詮（まつら あきら）は、江戸時代末期の大名（肥前国平戸藩第12代藩主）で、明治時代の日本の政治家（貴族院議員）。松浦家37代当主。位階は従三位、爵位は伯爵。明治天皇の又従兄弟にあたる。

## 略歴
松浦秋（第10代藩主・松浦熈の三男。母は政野氏）の長男。幼名は朝吉、朝吉郎、源三郎。嘉永2年（1849年）11月24日、伯父で先代藩主の松浦曜の養子となる。安政2年（1855年）8月15日、将軍徳川家定に御目見する。同年12月16日、従五位下・肥前守に叙任する。安政5年（1858年）9月10日、家督を相続する。
慶応4年（1868年）1月8日、上洛して以降、又従兄弟にあたる明治天皇の側近くにあり続け（明治天皇国母中山慶子の母愛子は松浦清の娘）、2月3日に天皇が二条城に入城したときや大阪親征にもお供した。五箇条の御誓文の場にも立ち会い、歴史の転換を見届けた。4月21日に京都を発ち、平戸へ帰郷したが、平戸藩軍は戊辰戦争に官軍で従軍した。詮は平戸藩兵の凱旋間もない1869年（明治2年）3月に再び上洛し、明治天皇の江戸行幸のお供をし、江戸でも参内が続いており天皇からの厚い信頼ぶりがうかがえる。
明治2年（1869年）4月、版籍奉還にともなって知藩事に就任する。同年4月、従四位下に昇進する。明治3年（1870年）4月26日、上局副議長に就任する。同年9月、正四位に昇進する。明治4年（1871年）7月、廃藩置県により、知藩事を免職となる。その後、宮内省御用掛となる。明治17年（1884年）7月に華族令施行に伴い伯爵となる。旧平戸藩は現米では4万6410石だったので、叙爵内規上の松浦家の爵位は本来子爵だったが、伯爵になったのは松浦詮が明治天皇の又従兄弟にあたるためであり、太政大臣三条実美の計らいで1870年（明治3年）に平戸藩に吸収されて廃藩した平戸新田藩の領地をあわせて5万石以上あったことにされて伯爵になった。
明治23年（1890年）7月10日、貴族院議員に当選、3期務めた。後に正二位勲二等に叙される。
明治13年（1880年）、現在の長崎県立猶興館高等学校の基礎となる猶興書院を設立する。明治31年（1898年）、在京の華族､知名士等と輪番茶事グループ「和敬会」を設立する。会員は詮(心月庵）のほか、青地幾次郎（湛海）・石黒忠悳（况翁）・伊藤雋吉（宗幽）・伊東祐麿（玄遠）・岩見鑑造（葎叟）・岡崎惟素（淵冲）・金澤三右衛門（蒼夫）・戸塚文海（市隠）・東胤城（素雲）・東久世通禧（古帆）・久松勝成（忍叟）・松浦恒（無塵、詮の親戚）・三田葆光（櫨園）・三井高弘（松籟）・安田善次郎（松翁）の以上16人（後に益田孝（鈍翁）、高橋義雄（箒庵）が入会）で､世に「十六羅漢」と呼ばれた。
第4代平戸藩主・松浦鎮信（天祥）が興した武家茶道の流派である鎮信流（石州流鎮信派）の家元でもあった。婦女子教育の一環としての茶道を女子学習院、日本女子大学その他の学校で指導した。
死後、染井霊園に埋葬された。
長崎県平戸市にある松浦史料博物館は、詮の旧邸を改装したものである。

## 栄典
位階
- 1887年（明治20年）12月26日 - 従三位[5]

勲章等
- 1885年（明治18年）7月13日 - 勲四等旭日小綬章[6]
- 1889年（明治22年）11月25日 - 大日本帝国憲法発布記念章[7]
- 1906年（明治39年）4月1日 - 旭日中綬章[8]

## 家族
- 父：松浦秋 - 10代藩主・松浦熈の三男。母は政野氏
- 母：大賀氏
- 養父：松浦曜（1812年 - 1858年）
- 正室：松浦晧の娘
- 継室：澄子 - 青山幸哉の娘
- 生母不明の子女
  - 長男：松浦厚（1864年 - 1934年） - 伯爵家を継ぐ
  - 次男：松浦靖 - はかる、分家の子爵家を継ぐ、宮内省御用掛。娘に松浦董子（久邇邦久の妻）。
  - 三男：稲葉正縄（1867年 - 1919年） - 稲葉正邦の養子、子爵
  - 四男：佐竹義準（1869年 - 1924年） - 前名・準、佐竹東家女戸主・佐竹銀子の養子、男爵
  - 五男：大隈信常（1871年 - 1947年） - 前名・常（まもる）、大隈重信の婿養子、侯爵
  - 六男：本多正復（1873年 - 1934年） - 前名・復、本多正憲の婿養子、子爵
  - 七男：松浦廉
  - 八男：井上勝純（1884年 - 1938年） - 前名・純、井上勝の婿養子、子爵
  - 長女：松浦宣子 - 前田利嗣夫人
  - 次女：松浦逸子 - 松平頼温夫人
  - 三女：松浦都子 - 伊達宗基夫人
  - 女子：松浦正子 - 松井康義夫人
  - 女子：松浦冏子 - 伊達武四郎夫人
  - 養女：松浦益子 - 松浦敬の次女、園基資夫人